# Бис(триметилсилил)сульфан
Бис(триметилсилил)сульфан — химическое соединение
с формулой [(CH3)3Si]2S,
бесцветная, легко гидролизующаяся жидкость с тошнотворным запахом,
токсично.

## Получение
- Реакция триметилхлорсилана и сероводорода в пиридине:

{\displaystyle {\mathsf {2(CH_{3})_{3}SiCl+H_{2}S+2C_{5}H_{5}N\ {\xrightarrow {}}\ [(CH_{3})_{3}Si]_{2}S+C_{5}H_{5}N\cdot HCl}}}

## Физические свойства
Бис(триметилсилил)сульфан образует бесцветную жидкость с неприятным запахом,
легко гидролизуется.
Растворяется в инертных органических растворителях.